# Intel 80386

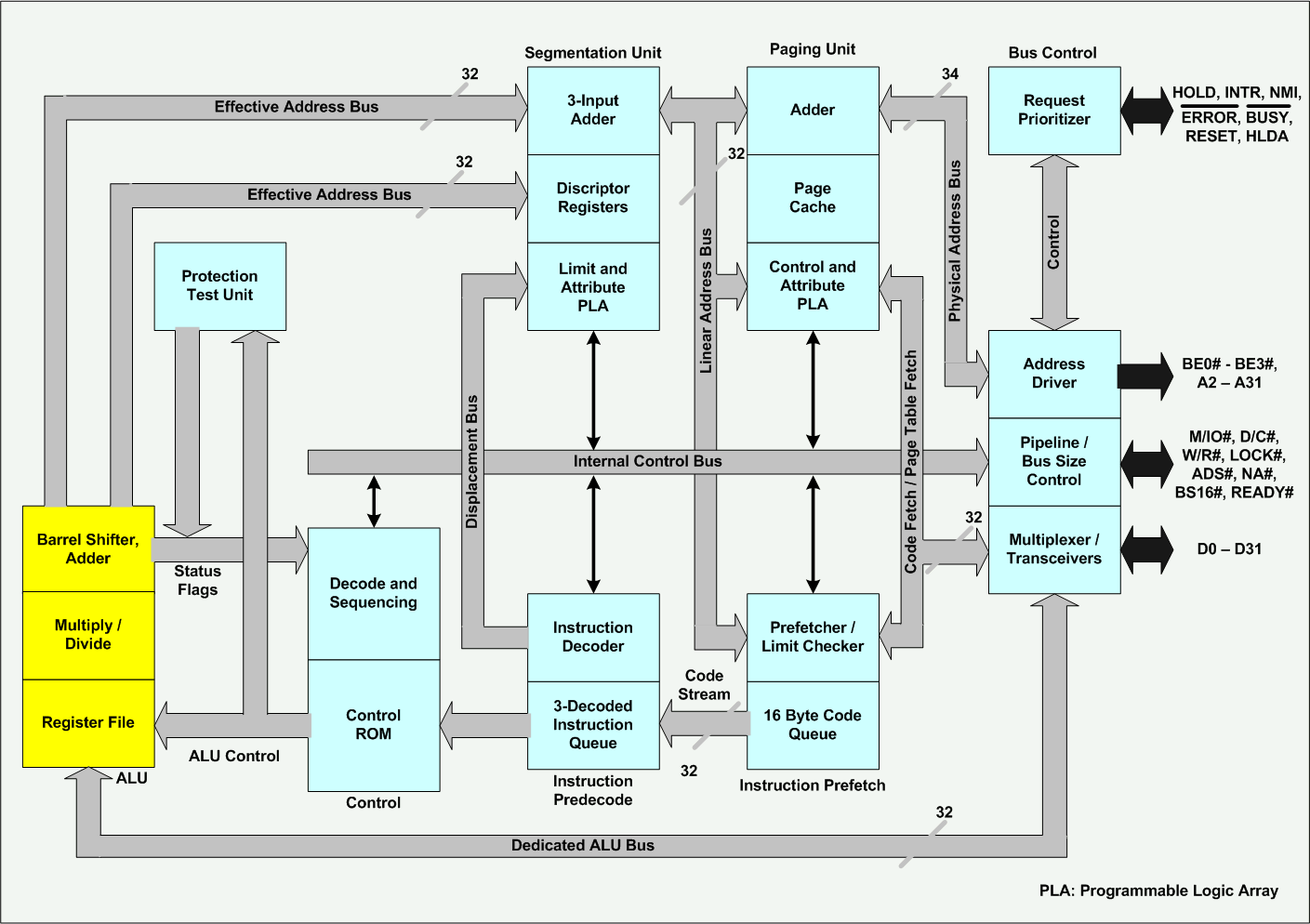
Arquitectura del 386DX.

El Intel 80386 (i386, 386) fue un microprocesador CISC con arquitectura x86. Durante su diseño se lo llamó 'P3', debido a que era el prototipo de la tercera generación x86. El i386 fue empleado como la unidad central de proceso de muchos ordenadores personales desde mediados de los años 1980 hasta principios de los 90.
Fabricado y diseñado por Intel, el procesador i386 fue lanzado al mercado el 16 de octubre de 1985. Intel estuvo en contra de fabricarlo antes de esa fecha debido a que los costos de producción lo habrían hecho poco rentable. Los primeros procesadores fueron enviados a los clientes en 1986. Del mismo modo, las placas base para ordenadores basados en el i386 eran al principio muy elaboradas y caras, pero con el tiempo su diseño se racionalizó.
En mayo de 2006 Intel anunció que la fabricación del 386 finalizaría a finales de septiembre de 2007. Aunque ha quedado obsoleto como CPU de ordenador personal, Intel ha seguido fabricando el chip para sistemas embebidos y tecnología aeroespacial.

## Arquitectura

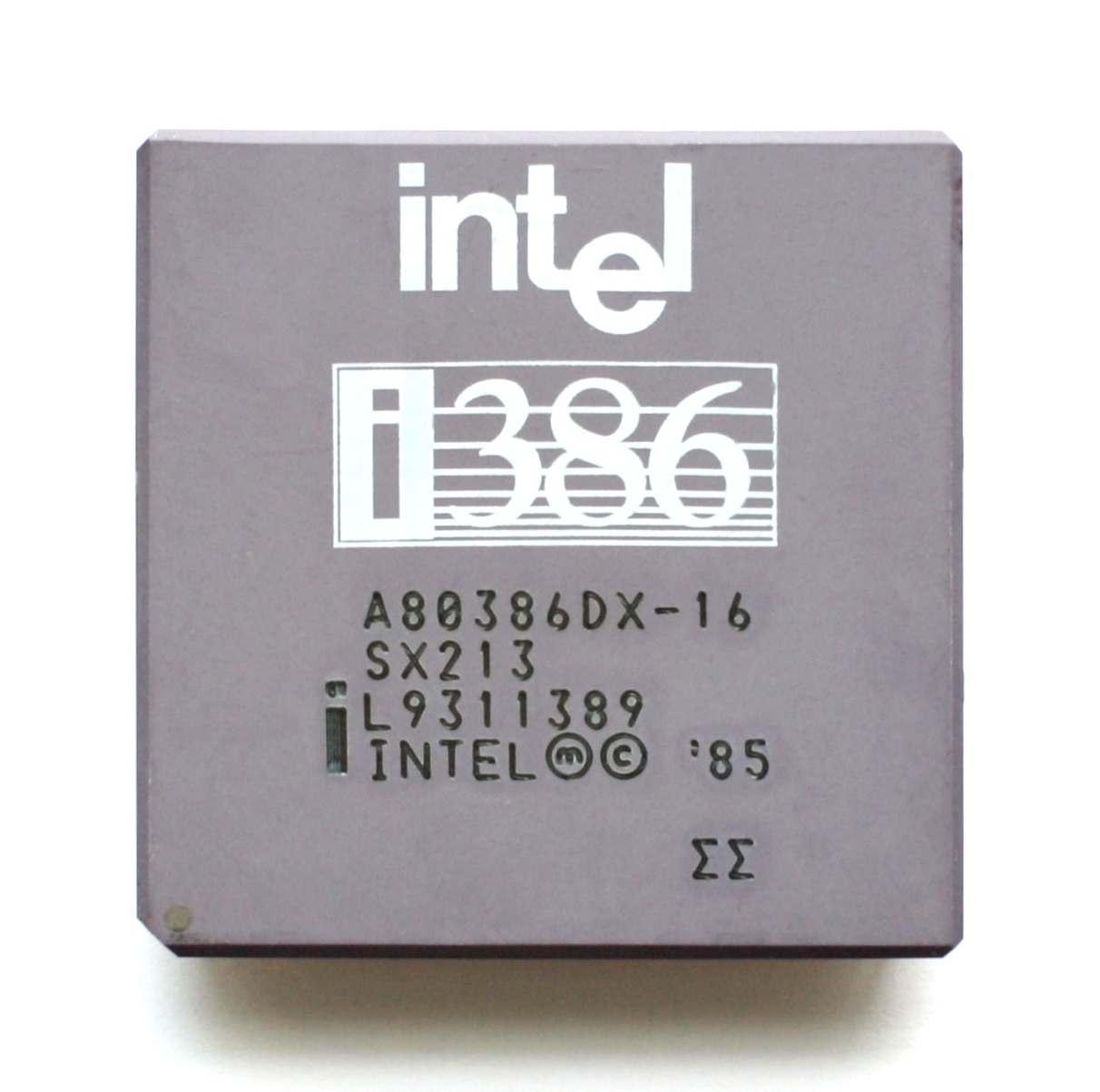
Microprocesador Intel i386

El procesador i386 fue una evolución importante en el mundo de la línea de procesadores que se remonta al Intel 8008. El predecesor del i386 fue el Intel 80286, un procesador de 16 bits con un sistema de memoria segmentada. El i386 añadió una arquitectura de 32 bits y una unidad de traslación de páginas, lo que hizo mucho más sencillo implementar sistemas operativos que emplearan memoria virtual.
Intel introdujo posteriormente el i486, pero ni este ni sus sucesores han introducido tantos cambios en la arquitectura x86 como el i386 con su sistema de direccionamiento plano de 32 bits. Otros microprocesadores, como el Motorola 68000 tenían direccionamiento plano desde mucho antes.
La mayoría de las aplicaciones diseñadas para ordenadores personales con un procesador i486 posterior al i386 funcionarán en un i386, debido a que los cambios del conjunto de instrucciones desde el i386 ha sido mínimo. Además el uso de las nuevas instrucciones puede ser evitado fácilmente. Adaptar un programa para el i286 es mucho más difícil.
Debido al alto grado de compatibilidad, la arquitectura del conjunto de procesadores compatibles con el i386 suele ser llamada arquitectura i386. El conjunto de instrucciones para dicha arquitectura se conoce actualmente como IA-32.

## 80386SX
Después de que comenzara la producción del 80386, Intel introdujo el Intel 80386SX. El i386SX fue diseñado como una versión económica del i386 para competir con la versión del 286 producida por AMD, (el Am286). Los i386SX, como todos los i386, tienen una arquitectura de 32 bits, pero se comunican con el exterior mediante un bus externo de 16 bits (una situación parecida a la del Intel 8086 y el Intel 8088 en los primeros PC), y tiene un bus de direcciones de 24 bits, por lo que sólo puede direccionar 16 MiB. Esto hace que sean el doble de lentos al acceder al exterior, pero por el contrario el diseño de los circuitos auxiliares del microprocesador es mucho más sencillo. El i386 original fue renombrado a Intel 80386DX para evitar la confusión. Además, aprovechando el diseño del i386SX, Intel sacó al mercado una versión del i386SX llamada SX Now! que era compatible pin a pin con el i286, haciendo que los poseedores de ordenadores con el i286 pudieran actualizarse al i386SX sin cambiar de placa base.

## 386SL
El 386SL se introdujo como un procesador alternativo para portátiles. Ofrece varias opciones de ahorro de energía (por ej., SMM), además de varios modos "sleep" (reposo) para conservar la batería. Viene con soporte para una caché externa de 16 a 64 KiB. Las funciones extra causan que esta variante tenga 3 veces más transistores que el 386DX. El 386SL estuvo disponible inicialmente a 20 MHz de reloj, al que se añadió el modelo de 25 MHz posteriormente.

## Variantes embebidas
Una versión embebida del 80386SX fue fabricada como el 80376. Fue sustituida por el 80386EX, que ha sido utilizado en aplicaciones espaciales como el Telescopio espacial Hubble.

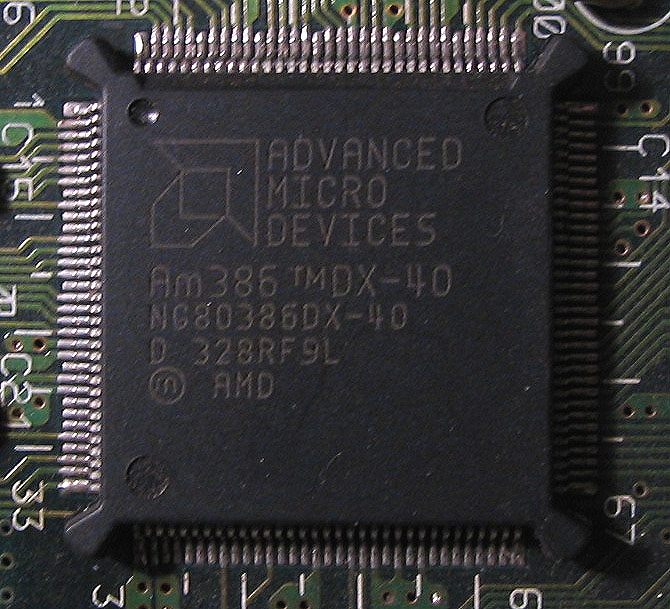
Microprocesador AMD Am386DX-40.

## Importancia comercial
El primer fabricante de PC en diseñar y manufacturar un PC basado en el 386 fue Compaq, adelantando a  IBM, que había sido la compañía dominante hasta entonces. IBM recibió ofertas para usar el procesador, pero prefirió seguir usando procesadores anteriores sobre los que tenía derechos de fabricación. El éxito del Compaq Deskpro 386 jugó un papel importante en la creación de la industria de clones PC, y estableció a Intel (y Microsoft) como el proveedor central de componentes.
Desde un punto de vista comercial, el i386 fue importante debido a que fue el primer microprocesador disponible desde una única fuente. Anteriormente, la dificultad de producir los circuitos integrados y la poca fiabilidad para producir una cantidad suficiente hacían que necesariamente hubiera más de un fabricante de los circuitos de más éxito comercial, que licenciaban la tecnología al diseñador original. El hecho de que Intel no licenciara el diseño del i386 hizo que tuviera más control sobre su desarrollo y que tuviera mayores beneficios. De todos modos, AMD introdujo su procesador AMD Am386 compatible con el i386 en marzo de 1991, después de solventar varios obstáculos legales. Esto rompió el monopolio de Intel sobre la arquitectura i386. Posteriormente Cyrix ofrecería los procesadores Cx486SLC y Cx486DLC, compatibles pin a pin con el 80386SX y 80386DX respectivamente.

## Otros usos
El hardware de un piloto automático y aerodinámico típico es un conjunto de cinco CPUs 80386, cada una con su propio circuito impreso. El 80386 es un diseño barato y probado a fondo que puede implementar un verdadero ordenador virtual. Se han implementado nuevas prestaciones que lo convierten en resistente a la radiación y adecuado para uso aeroespacial, pero a este veterano diseño le favorece el bajo coste, su amplio uso, y el que su rendimiento y desarrollo de software  está perfectamente caracterizado.
Otra aplicación del procesador 80386 fue el uso del mismo en CPUs para sistemas telefónicos, hoy en día gracias a su fiabilidad siguen funcionando sin inconvenientes.